# Creoleon tarsalis
Creoleon tarsalis is een insect uit de familie van de mierenleeuwen (Myrmeleontidae), die tot de orde netvleugeligen (Neuroptera) behoort. 
Creoleon tarsalis is voor het eerst wetenschappelijk beschreven door Navás in 1936.